# Epiphora macedoi
Epiphora macedoi is een vlinder uit de familie nachtpauwogen (Saturniidae), onderfamilie Saturniinae.
De wetenschappelijke naam van de soort is voor het eerst geldig gepubliceerd door Darge, Mendes & Bivar de Sousa in 2006.